# Rio de Janeiro (brazilska savezna država)
Rio de Janeiro (Siječanjska rijeka na portugalskom) je ime države u jugoistočnom Brazilu. U državi se nalazi i istoimeni grad, jedan od najvećih u Brazilu. Država na istoku izlazi na Atlantski ocean, na sjeveru graniči s državama Espírito Santo i Minas Gerais, a na jugu s državom São Paulo.

## Povijest

### Nasljedne kapetanije
Rio de Janeiro je nastao od dijelova kapetanija Tome i Sao Vicente. Između 1555. i 1567. teritorij je praktično vrvio od Francuza, koji su namjeravali napraviti koloniju Francuski Antarktik (francuski: France Antarctique). Kako bi spriječio okupaciju Francuza, u ožujku, 1565. godine, Estácio de Sá je podigao grad Rio de Janeiro.
U 17. stoljeću, stočarstvo i plantaže šećerne trske su bile nosioci napretka, a s otkrićem zlata u 18. stoljeću i dragog kamenja u Minas Geraisu, Rio de Janeiro je postao glavna luka za izvoz rude. Naslijedivši Salvador, 1763. godine, Rio de Janeiro je postao prijestonica kolonijalnog Brazila.
Promjenom dinastija u Portugalu, 1808. godine, bivša portugalska aristokracija je došla u Brazil, točnije u regiju oko grada Rio de Janeira. Dolaskom aristokracije, Rio de Janeiro i okolica su doživjeli urbanističke reforme, počele su se stvarati agencije za administraciju, sudstvo, građene su nove crkve i bolnice, a osnovana je i prva banka u Brazilu Banco do Brazil, kao i regionalne novine Gazeta do Rio de Janeiro. U godinama koje slijede nastali su botanički vrt, vojna akademija i mnoge obrazovne insitucije.

### Neutralni grad
1834. godine grad je izuzet iz provincije, i dalje funkcionirajući kao prijestonica, a ostatak teritorija je postao posebna provincija s novom prijestonicom Niterói. Po proglašenju Republike Brazil, provincije su postale države, a neutralni grad, savezni distrikt. Prebacivanjem prijestonice u Brasiliju, 1960. godine, grad Rio de Janeiro je postao država Guanabara.

### Nova država Rio de Janeiro
1975. godine, države Guanabara i Rio de Janeiro su spojene u jednu pod nazivom Rio de Janeiro, s gradom Rio de Janeiro, kao glavnim gradom. Dotadašnji simboli države Rio de Janeiro su zadržani, s dodavanjem simbola države Guanabara.

## Zemljopis
Rio pripada području Mata Atlantica, s reljefom niskih planina smještenih između gorja Serra da Mantiqueira i Atlantskog oceana, različite topologije, prepune zaljeva, laguna i tropskih šuma. Iako je Rio de Janeiro jedna od manjih država u jugoistočnoj regiji Brazila, sa 635 kilometara obale, treća je po dužini obale, odmah iza Bahije i Maranhãoa.

### Geologija
Općenito zemlja u državi je prilično jalova. Područja u kojima je ipak moguća poljoprivreda su Campos dos Goytacazes, Cantagalo, Cordeiro i neki gradovi u dolini rijeke Paraiba do Sul.

### Reljef
Država se po reljefu dijeli na dva dijela:
- Baixada Fluminense - niski Rio de Janeiro, što predstavlja dijelove države ispod 200 metara nadmorske visine i
- Serra Fluminense - planinski Rio de Janeiro, koji predstavlja dijelove države na preko 200 metara nadmorske visine.

Baixada Fluminense pokriva obalu, što predstavlja polovinu površine države. Područje ima različitu širinu idući od zaljeva Ilha Grande i Sepetiba, šireći se prema istoku do rijeke Macacu. Područje, zatim prolazi kroz grad Rio de Janeiro iza kojeg se dižu planine Tijuca i Pedra Branca. Od zaljeva Guanabara do grada Cabo Frio, teritorij se sužava i završava.
Serra Fluminense pokriva unutrašnjost države, od rijeke Paraíba do Sul, koja je granica s Minas Gerais, do Baixade. Ovaj planinski dio prekrivaju veoma oštre planine Serra dos Órgãos, s vrhom Pico Maior de Friburgo (2.316 metara), zatim planine Araras (vrhovi Pedra do Sino (2 263 metara) i Pedra-Açu (2 232 metara) ), Serra da Estrela i Serra do Rio Preto. Sjeverozapad države pokriva planina Mantiqueira, koji se nastavlja masivom Itatiaia, s najvišim vrhom u državi, Agulhas Negras na 2.787 metara. Na sjeveroistoku se nalaze mnogo niže planine i mnogo blaži reljef.

### Klima
Temperature na godišnjem nivou, variraju s vrlo toplim ljetima. U području Baixade dominira tropska klima s prosječnom godišnjom temperaturom od 24 ºC i 1 250 milimetara padalina godišnje.U planinskim predjelima klima je tropska, ali s hladnijim i kišnijim ljetima i zimama. Prosječna temperatura u planinskom dijelu države je 16 ºC s 2 000 milimetara padaline, godišnje.

### Vegetacija
Originalna vegetacija ovih prostora je promijenjena zbog poljoprivrede i sječe šuma. Trenutno, šuma pokriva samo jednu desetinu države i to uglavnom u planinskom području. U Baixadi, jedina drvena vegetacija su mangrove močvarne šume po zaljevima.

### Hidrografija
Najveća rijeka u državi je Paraiba do Sul, koja izvire u São Paulu, i ulijeva se u Atlantski ocean, kod mjesta São João da Barra. Njene glavne pritoke su Pomba, Muriaé, Piabinha, Piraí i Paraibuna. Ostale veće rijeke u ovoj državi su:
- Itabapoana (koja čini granicu s državom Espirito Santo),
- Macabu koja se ulijeva u lagunu Feia,
- Macaé,
- São João,
- Majé i
- Guandu

Obalni dio države je praktično istačkan brojnim lagunama. Najpoznatije lagune su:
- Feia,
- Araruama, najveća u državi,
- Saquarema,
- Maricá,
- Marapendi,
- Jacarepaguá,
- Rodrigo de Freitas, zadnje tri su u gradu Rio de Janeiro.

### Obala
Obala države, a naročito njen južni dio, je praktički ispresijecan zaljevima. Najpoznatiji zaljevi su:
- baía da Ilha Grande
- baía de Sepetiba
- Marambaia
- baía de Guanabara.

## Stanovništvo
- bijelci - 54.7% (portugalskog, talijanskog, nizozemskog i njemačkog porijekla)
- mulati - 33.5%
- crnci - 10.6% (Bantu i Yoruba porijekla)
- domoroci indijanci - 0.3%
- azijati - 0.2%

### Indijanci
Plemena: Goyaná (Guaianá do Pirapytá), Guarani, Guarani Kaiwá, Guarani Mbiá, Guarani Nhandéva, Guarú, Kaingang, Maionomi, Parahüba (Parahyba), Pitá, Purí, Sakarú, Tamoyo, Tupiguarani, Tupinambá, Tupinikin, Waitaká (Goitaká, Goytacá), Xumetó.

## Gospodarstvo
Rio de Janeiro, kao država ima drugu po veličini industriju u federaciji, poslije São Paula. Većina industrije je vezana za naftu i rafinerije, kemijsku industriju, kao i brodogradnju. Neka od najpoznatijih brazilskih poduzeća imaju sjedište u Rio de Janeiru, kao što su Petrobrás, najveća naftna kompanija, i Banco do Brasil, najveća banka. Dohodak države je iznad državnog prosjeka i može se usporediti s dohocima država kao što su Čile, Irska, Portugal i Danska (prilično iste veličine kao i ova država).

## Općine (municípios)
Država Rio de Janeiro sastoji se od 91 općine: Angra dos Reis; Aperibé; Araruama; Areal; Armação dos Búzios; Arraial do Cabo; Barra do Piraí; Barra Mansa; Belford Roxo; Bom Jardim; Bom Jesus do Itabapoana; Cabo Frio; Cachoeiras de Macacu; Cambuci; Campos dos Goytacazes; Cantagalo; Carapebus; Cardoso Moreira; Carmo; Casimiro de Abreu; Comendador Levy Gasparian; Conceição de Macabu; Cordeiro; Duas Barras; Duque de Caxias; Engenheiro Paulo de Frontin; Guapimirim; Iguaba Grande; Itaboraí; Itaguaí; Italva; Itaocara; Itaperuna; Itatiaia; Japeri; Laje do Muriaé; Macaé; Macuco; Magé; Mangaratiba; Maricá; Mendes; Miguel Pereira; Miracema; Natividade; Nilópolis; Niterói; Nova Friburgo; Nova Iguaçu; Paracambi; Paraíba do Sul; Parati; Paty do Alferes; Petrópolis; Pinheiral; Piraí; Porciúncula; Porto Real; Quatis; Queimados; Quissamã; Resende; Rio Bonito; Rio Claro; Rio das Flores; Rio das Ostras; Rio de Janeiro; Santa Maria Madalena; Santo Antônio de Pádua; São Fidélis; São Francisco de Itabapoana; São Gonçalo; São João da Barra; São João de Meriti; São José de Ubá; São José do Vale do Rio Preto; São Pedro da Aldeia; São Sebastião do Alto; Sapucaia; Saquarema; Seropédica; Silva Jardim; Sumidouro; Tanguá; Teresópolis; Trajano de Morais; Três Rios; Valença; Varre-Sai; Vassouras; Volta Redonda.

## Grb
Orao na zastavi je simbol Brazilske kraljevske obitelji, a u pozadini stijena pod nazivom "Božji Prst" (portugalski: Dedo de Deus), koja se za vedrih dana vidi i iz grada Rio de Janeiro. Grb obrubljuje poljoprivredno bogatstvo države šećerna trska lijevo, i kava desno.

## Vanjske poveznice
- Službena stranica  Arhivirana inačica izvorne stranice od 22. ožujka 2007. (Wayback Machine)
- Državno sudstvo  Arhivirana inačica izvorne stranice od 1. ožujka 2010. (Wayback Machine)
- Državna skupština
- Sveučilište  Arhivirana inačica izvorne stranice od 18. svibnja 2021. (Wayback Machine)
- Državni tužitelj
- Policija  Arhivirana inačica izvorne stranice od 5. veljače 2015. (Wayback Machine)